# Anfigastro

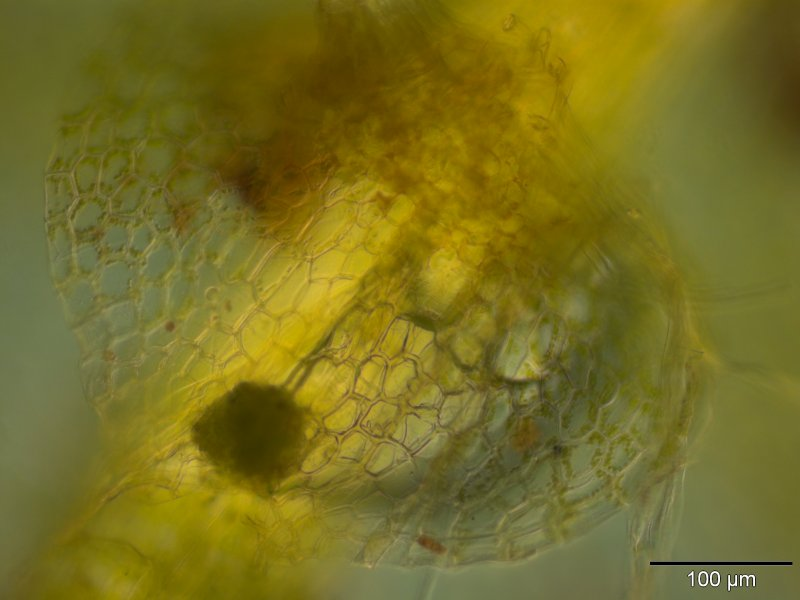
Um minúsculo anfigastro sob um caulídio de Lophocolea heterophylla.

Anfigastro é um apêndice foliáceo que se observa no talo das hepáticas folhosas (Jungermanniales). São estruturalmente pequenos filídios modificados que se inserem na face ventral do caulídio junto à sua base.